# 周永勤
周永勤（英語：Ken Chow Wing-kan，1966年10月26日—），香港建制派及鄉事派政治人物，曾為香港協進聯盟及自由黨成員。周多年來在元朗區天水圍進行地區工作，早於1994年10月起擔任元朗區議會議員，並五次成功連任，直至2019年連任失敗。
周永勤曾與周梁淑怡合組名單代表自由黨出選2008年香港立法會選舉新界西選區，但雙雙落選。他在2016年香港立法會選舉中以一人名單再次競逐新西議席，但卻在選舉論壇上表示受到威嚇而停止選舉活動。在卸任區議員後，他在元朗繼續地區服務工作，更組織營運關愛隊，惟因未能再任區議員的經濟壓力而成為全港首宗退出營運個案。不滿欠缺政治機會的他更因此結束政治生涯，向制度表達抗議。

## 早年生活
周永勤生於英屬香港屯門區，是新界原居民。周自小於屯門良田村生活，年輕時曾與何君堯一同入讀何母開設的良田幼稚園，並保持友好往來。周在小學時入讀中華基督教會拔臣小學，受學校影響而成為基督徒。周在就讀中學時，舉家搬遷到元朗居住。大學畢業後，周在香港懲教署擔任懲教主任，亦因需要輪班留宿工作而停止到教會。
周早年在鄉事派鄧兆棠的辦事處協助鄧的議會工作，兩人加入香港協進聯盟，最後周更成為鄧的助手。90年代初期，天水圍新市鎮發展開始成形，鄧委託周代表鄉事派參選1994年香港區議會選舉中新增的天瑞選區議席，周亦以此開展政治生涯。

## 政治生涯

### 殖民地時期
1994年香港區議會選舉中元朗區議會因應天水圍天瑞邨以致人口增加，劃出新的天瑞選區。在新屋邨內，坐擁傳統勢力的鄉事派與外來黨派爭持不下。周永勤最終在鄧兆棠支持下，獲得2,093票，對手自由黨楊欣輝僅得100票，周以96%得票大勝，並以27歲之齡當選元朗區議會議員。
周及後積極開拓天水圍地區工作，他認為香港經濟良好使核心家庭遷入新市鎮後積極投入社區，社會欣欣向榮。在他1994年10月上任之後，天水圍出現連環性犯罪，有女受害者將辨認出的涉案者通知他，周就將其誘至辦事處讓警方即場逮捕。周自此多次出手打擊在天水圍出現的罪行。
在殖民地時期，作為反對派的鄉事派對港英政府甚為不滿。在1995年香港立法局選舉中，香港總督彭定康採用直接選舉，令一直由鄉事派主導的新界西選區亦被民主派取代，當中代表鄉事派的鄧兆棠以57票輸給民主黨的黃偉賢。選舉事務處在選舉後公佈屯門區及元朗區總共11萬名選民中有約6,000名未能成功投票，作為鄧兆棠副手的周以個人身份向高等法院提出選舉呈請。周在1996年找到108位登記出錯的受害人，希望趕及在回歸前重選，但高院判決選民登記並非選舉程序，不可推翻選舉結果，敗訴的周至今仍認為審判不公。

### 回歸初期

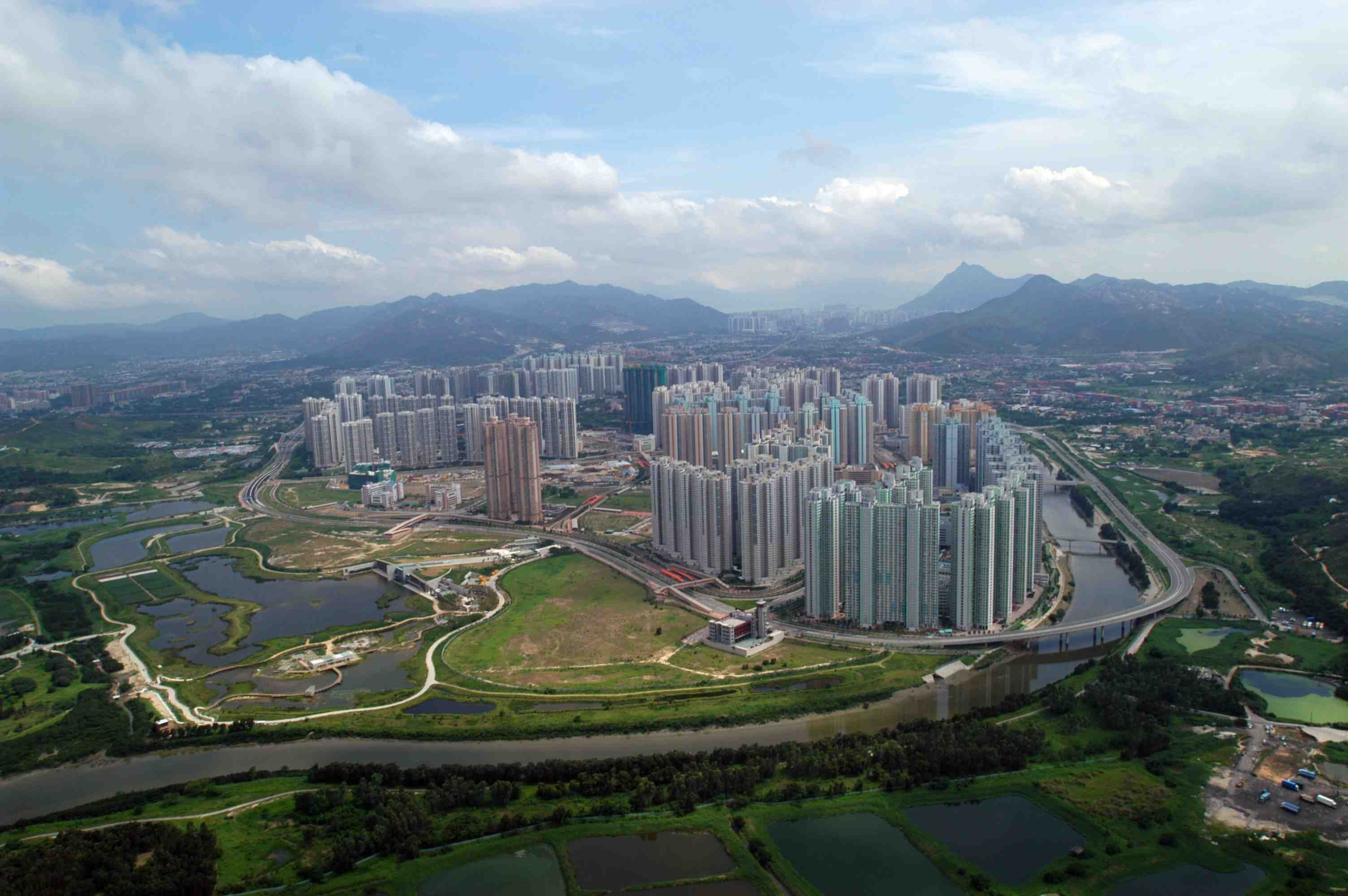
2005年時的天水圍新市鎮

雖然香港回歸，但駐港英軍中大量廓爾喀軍人在退役後與家眷留港定居。周永勤明白他們難以適應香港社會，決定擔任多個南亞裔社區組織顧問，協助他們融入香港社會。與此同時，來自中國大陸的新移民同時陸續遷入天水圍，同樣不適應香港文化。新居民連同原有的天水圍居民使區內人口數字及密度大增，引發學校學位不足等多個社區問題。在回歸初期，天水圍跳落案件頻生，周親身勸服至少13名人士放棄自殺。
1999年，周聯同工程師揭發天頌苑短樁案，迫使香港房屋委員會支付2.5億港元進行加固工程。周在加固工程時亦一直關注加固工程質素，同時亦對天頌苑其他問題質疑房委會有否妥善監察建造工程。
周指出增關注以促進社區建設，需要不同渠道的支持。他在天水圍區內舉辦不同活動，例如粵曲和粵語流行音樂等歌唱活動，組織義工網絡，以及童軍及跆拳道隊伍等青少年團體，為求令社區更融洽。周表示天恒邨及後在2004年發生滅門慘案，香港政府才開始調整天水圍新市鎮發展策略。
身為基督徒的周十分關注教會組織犯罪問題，在2004年更為香港基督教錫安教會提倡教友飲用雙氧水事件向香港警察提供資料，包括教會成員、聚會場地、錄音帶及受害個案等。最終錫安教會的傳教活動消失於天水圍街頭。同年，他亦因為被中華基督教會方潤華中學邀請擔任校董，在牧師邀請下重返教會。
回歸後周連任多屆元朗區議員。他在1999年香港區議會選舉以84%得票率再次在天瑞選區大勝。雖然2003年香港區議會選舉中選區出現變動，原有天瑞選區與1999年入伙的天華邨合併成瑞華選區，但周在是次選舉中並沒有對手挑戰，以港進聯成員身份自動連任。鄧兆棠引退之後，地區工作優異的周被劉皇發看中，並被劉邀請加入自由黨，更在2004年成為劉的經理，成為元朗區內鄉事派與建制派的代表人物。

### 自由黨黨員
周永勤在2004年加入自由黨後，繼續天水圍的地區工作，並在2007年香港區議會選舉中以81%得票率於瑞華選區成功連任。在2008年香港立法會選舉，他獲得自由黨提名參選新界西選區，與自1981年起就成為立法機關議員的周梁淑怡合組名單，並排在她之後協助她連任。然而，因自由黨不支持基本法第23條立法開罪香港中聯辦，他和其他鄉事派成員與其他建制派政黨配票，更與同為自由黨黨員的劉皇發在選舉日為民主建港協進聯盟拉票，令周梁淑怡連任失敗，而周永勤也未能當選。自由黨大敗引發周梁淑怡辭去副主席一職及大規模退黨潮，劉在退黨後加入經民聯，並邀請周永勤加入，但周婉拒。
周永勤雖然仍舊與劉皇發私下保持良好關係，但周仍然留在自由黨，不再是劉的政治盟友。周在2011年香港區議會選舉於瑞華選區面對公民黨劉冠亨及建制派獨立人士高俊傑挑戰，最終周以過半得票率再度連任。同年，周亦被推薦以新界各區區議員身份代表建制派在2011年香港選舉委員會界別分組選舉中當選為選舉委員。不過，自由黨在2012年香港立法會選舉卻沒有提名周出選，改為全力支持田北俊在新界東選區重返立法會，而周則指沒有參選是因為自己正在刻苦磨練。

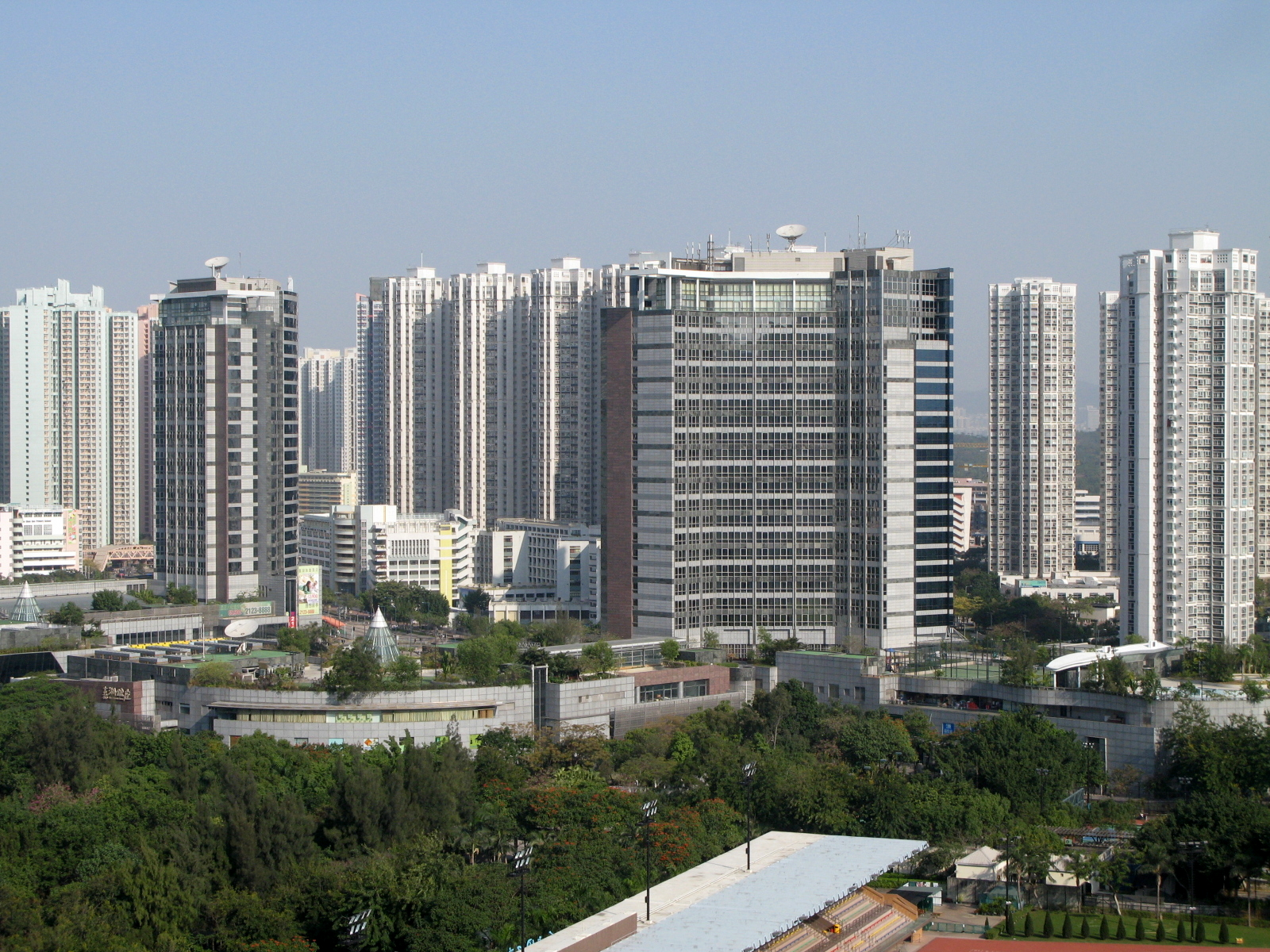
長江實業持有前德怡幼稚園所在的商場置富嘉湖過半股權

2014年，天水圍商場置富嘉湖加租，導致德怡幼稚園被迫停辦，周查冊發現李嘉誠家族的長江實業佔有商場過半股權，令公眾改為對李氏施加壓力。他更在沒有被城市論壇邀請下，以客席身份出席論壇抗議加租。雖然最後幼稚園無法改變停辦結果，但及後周在區議會報告上提出幼稚園欠缺政府支援，認為政府需為幼兒教育負上更多責任。
德怡幼稚園事件亦令周開始公開抨擊地產霸權，身為自由黨成員的他更曾在電台節目上與奉行社會民主主義的社會民主連線黃浩銘一同批評領展，更表示不排除與社民連在對抗領展上合作。周認為領展承包商建華為得到更多傳統市場經營權，操控街市檔主調整價格，令其他街市倒閉後達至壟斷。周黃兩人在2016年5月更一同與梁耀忠、李卓人及朱凱迪等遊行爭取在天水圍建造公立街市，對抗領展。
雖然作為建制派人士，但周沒有認為雨傘革命的參與者為激進人士。他更表示曾目睹傘後組織成員將物資分配給大角咀的長者，周認為他們為人真誠，因為欠缺溝通機會而反抗。雨傘革命亦沒有令尋求連任的周在2015年香港區議會選舉中遇上泛民主派及本土派的挑戰，反而民建聯與鄉事派交惡，派出高俊傑參選瑞華選區。最終周在這次建制派內訌中以54%得票率勝出。周在當選後，更在區議會首次會議聯同其他鄉事派成員支持沈豪傑取代民建聯梁志祥成為區議會主席，並在會後指責梁以往擔任主席時有欠公允，在主席選舉落選是「自作自受」。
周代表自由黨以一人名單出選2016年香港立法會選舉新界西選區，繼八年後再次競逐立法會議席。周雖然表示參選確認書十分奇怪，但仍有簽署。他雖然積極與其他派別的候選人在領展問題上合作，但他對新界原居民的權益寸步不讓，更批評朱凱迪提出直選新界鄉議局，但卻表示願意與朱討論鄉村事務。對於同為鄉事派的何君堯，周則質疑何所屬良田村有文件記載建於1907年，居民不合符法律上的原居民資格，而何就表明自己為原居民外，亦向選舉管理委員會對周提出投訴。

#### 退選風波
一名中間人在7月17日向周提出給予相等於500萬的雙倍競選經費及政府官職勸退立法會選舉，使選票集中於何君堯。周在都市日報旗下《E週刊》於8月18日的報導上承認事件，並於8月21日在Facebook發出「不要西環治新西」的圖像回應。
在8月25日上午，周收到兩段恐嚇錄音，並在下午轉交傳媒。結果他選擇在晚上由香港有線電視舉辦的選舉論壇上穿黑衣出席、沒有安排團隊撐場及不佈置任何橫額及直幡。周在開場發言隨即表示因受到威嚇，不想身邊的人惹上更高層次的麻煩，宣布停止一切選舉活動，等同退選，並向鏡頭鞠躬致歉。論壇中鄭松泰質問何君堯為何在周就退選發言時獨自暗笑，何指自己遇上逆境都會保持樂觀，斥責鄭指控形同抹黑。在論壇完結時，周引用村上春樹的雞蛋與高牆演說，指自己不怕當雞蛋挑戰高牆，重申因考慮身邊人會惹上麻煩及負上代價，決定退選。周在離開電視台時被記者問及家人情況，他嚎哭並稱自己不想說。
何君堯在論壇結束後表示周退選一事與自己無關，而周早前對他原居民身分的質疑已向選管會作出投訴，無迫周退選的動機，更形容為周「處心積慮，自導自演」。雖然如此，何在8月26日於香港商業電台節目中承認錄音中的男聲是其團隊的義工，但就指是內部已放棄計劃的錄音，認為周涉嫌竊聽。後來，何的義工黃四川承認是自己錄音，但就稱完全沒威脅周，更指如周面對不了壓力不應出席論壇。
然而，自由黨對周退選一事並不知情，田北俊及鍾國斌等黨員均是在觀看選舉論壇或被記者查詢才知道周的決定，但及後田則承認香港中聯辦早在7月已為確保何的選情而要求他勸退周，而周梁淑怡及劉健儀在8月26日下午則到廉政公署總部大樓報案，要求徹查。廉政公署在接報後於8月29日向所有報案人士通知已開始立案調查事件。
周在8月26日深夜乘搭航班至英國，他在香港國際機場表示施壓者勢力比中聯辨或黑社會更強大，超出紀律部隊的執法範圍，故沒有報案。他更擔心被人綁票而不敢到中國大陸、泰國及緬甸，亦因英國閉路電視較多容易偵查罪行，而選擇去英國探望朋友並在選舉結束後回港。周亦道出自己為香港現時的政治環境而傷心，認為是次可能是香港最後一個有選擇的選舉。

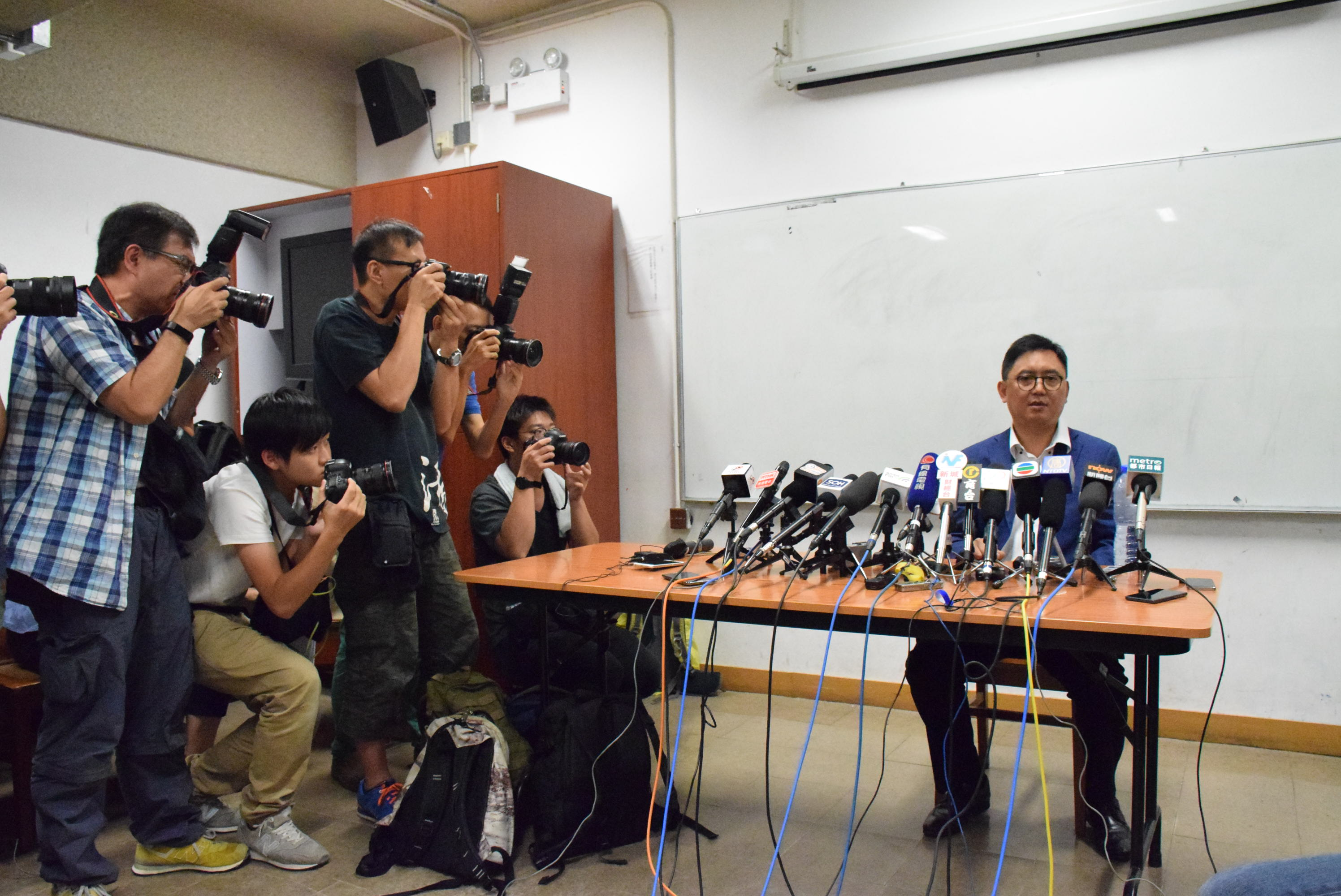
周永勤返港後在9月7日於天水圍召開記者會

最終，周的選舉得票僅為1,469票，與最後一席當選的何君堯差超過3萬4千票。周亦在9月5日點票期間由英國返回香港，翌日前往廉政公署及立法會綜合大樓向調查員及黨友交代事件。他在9月7日於天瑞社區中心召開記者會表示，多名勸退者均代表北京當局，停止選舉論壇、停止所有選舉工程及離開香港均屬恐嚇者的要求，作出勸退及恐嚇等中間人的目的已經達成。不過，周則澄清他並不害怕黃的恐嚇錄音，但就重申有證據證明何及良田村居民騙取原居民身份。記者會上周更表示已經撰寫遺囑，如他意外身亡或被人綁架，文件已安排在全球轉載。
及後部分當選議員建議以立法會（權力及特權）條例調查周被迫退選一事，但民建聯張國鈞就認為中國政府介入香港選舉屬嚴重的違憲指控，在沒直接證據下不應隨便調查。朱凱廸則反駁張，指出在沒有權力及特權法支持下不可能將国家安全部的间谍捉拿，而中國政府介入的影響已經十分明顯。然而，周的黨友李梓敬亦不贊成使用權力及特權法調查，並建議交由香港警察處理。
在2019年10月，資訊系統協會的期刊上刊登了有關退選事件的傳訊研究，內容指出退選事件令更多人參加非建制派的策略性投票計劃雷動計劃以對抗中國政府干預香港選舉。

### 餘下任期
雖然周永勤退出競逐立法會議席，但他仍餘下超過三年區議員任期，而他更在選舉結束回港後就立即到其辦事處處理公務。及後，他更表示會繼續擔任區議員，直至連任失敗。

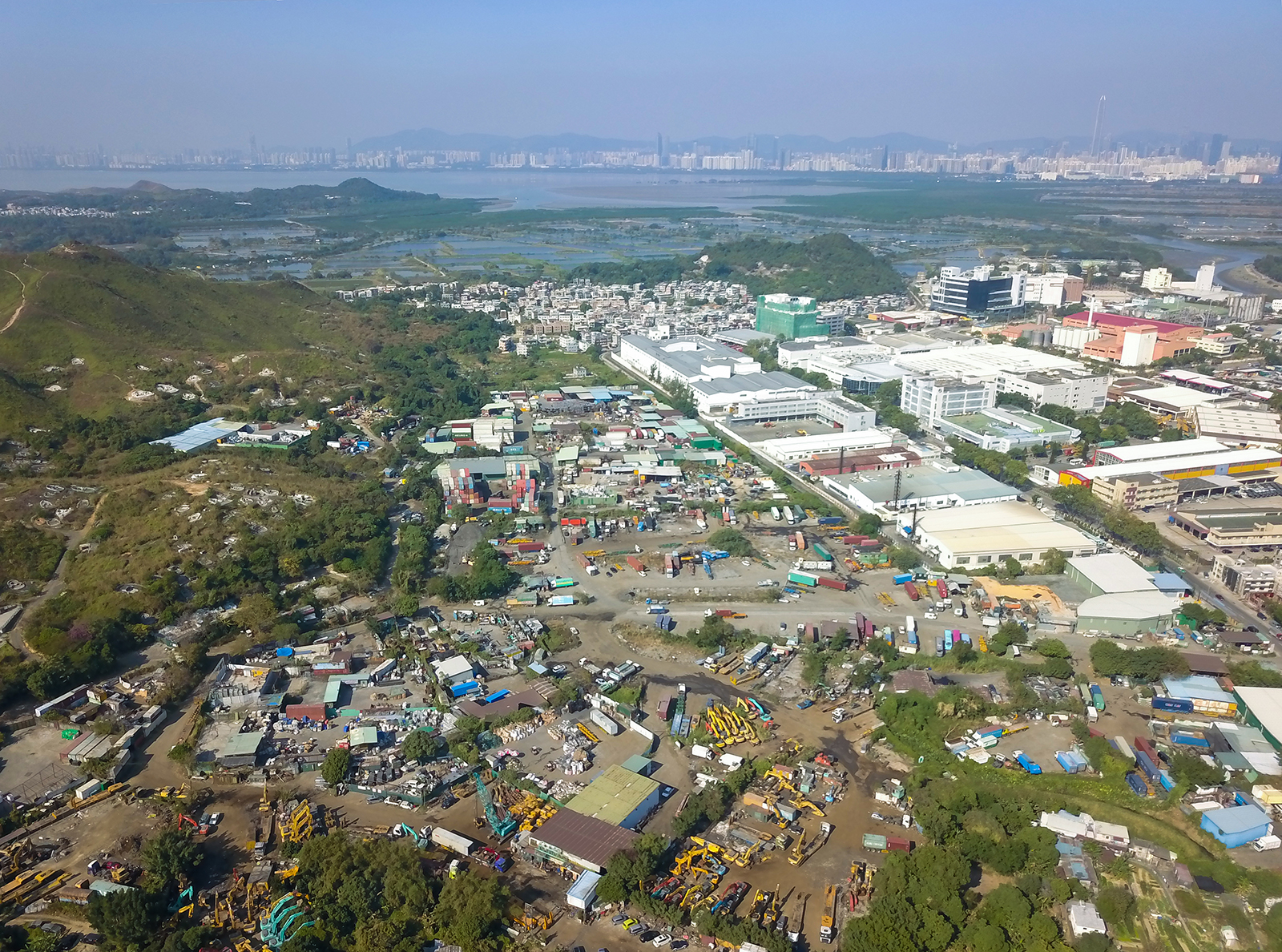
2017年時元朗橫洲一帶的棕土

在選舉結束後，高票當選的朱凱廸遭到恐嚇，繼而爆出元朗橫洲的公屋發展爭議。周就此事以元朗區議員身份出席城市論壇，指出政府只與部分持份者私下決議土地用途及發展方案實為不妥，但他就提出開發棕土亦要為現時棕土上的設施提出替代方案，而參考中國及韓國等地建立產業園及覓地重置均可考慮。他亦反駁侯志強提出政府一向有合理賠償的言論，並認為政府在補償政策上側重業主而忽略土地使用者，認為有良好安置條件下非原居民也會願意搬出。
周於2016年12月宣佈退出自由黨，並指張宇人多番透過中間人遊說，以及黨魁鍾國斌拒絕為他的辦事處續約。張起初沒向記者表明勸周退黨的原因，及後田北俊指周在立法會選舉無故退選，令黨內難以接受，支持勸周退黨。及後，轉為獨立的周繼續區議員工作。因為梁福元在2019年香港鄉郊代表選舉上放棄連任十八鄉鄉事委員會主席而失去區議員身份，所以周在2019年5月得以繼任為區議會環境改善委員會主席。
劉皇發於2017年年中逝世，周因曾長年為他的助理，受多家傳媒追訪，了解劉的生前事蹟。周提及劉自2015年後礙於身體狀況而不招待訪客，故此直至其去世也沒有見面機會，只在節日道賀時才接觸雙方。

#### 反修例運動

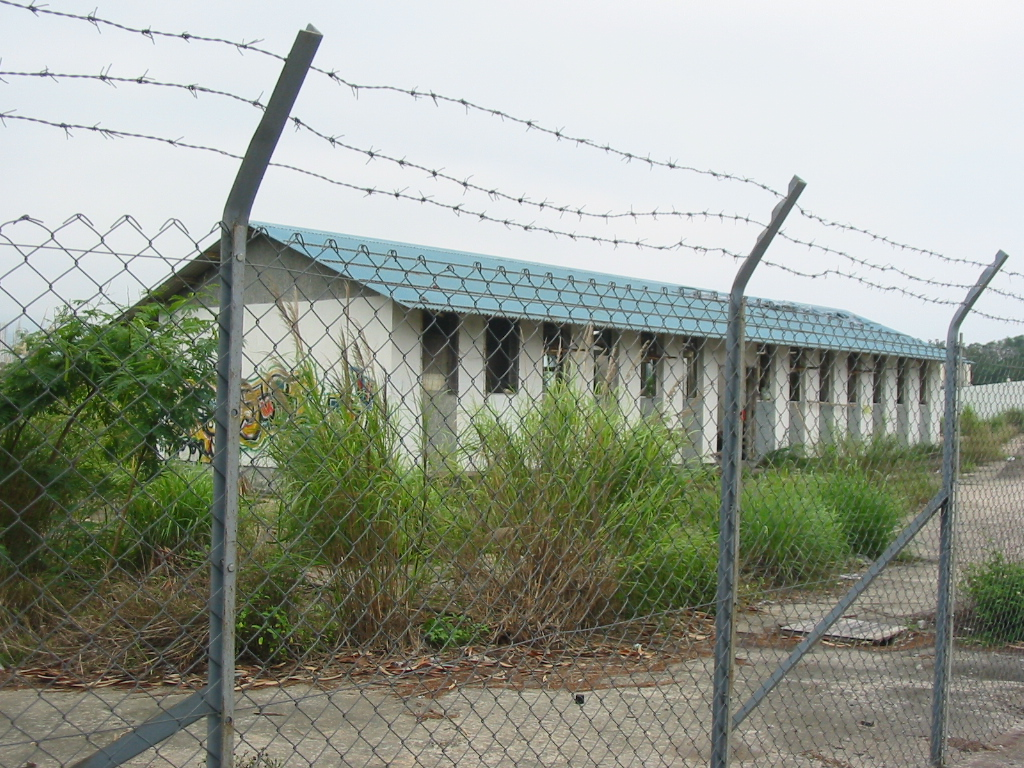
周永勤於1989年曾在白石船民中心中執行防暴任務

反對逃犯條例修訂草案運動在2019年6月起大規模爆發，雖然周屬於建制派人士，但他如雨傘運動時的立場一樣，對示威者並不完全反感。曾擔任懲教主任的周更以自己當年接受防暴訓練及在白石處理越南船民騷動的經驗，指責香港警察在6月示威中向人體發射催淚彈並不符合守則。他亦表示得悉元朗襲擊事件後，曾即時聯同麥業成一同聯絡警方但不獲受理。周在更在光復元朗舉行前與沈豪傑及程振明等人協調，避免示威者、鄉民及警方衝突，惟最後親自上街呼籲各方克制的周無法阻止衝突發生。周因眾多事故而對警方產生質疑，支持成立獨立調查委員會，但他對另一五大訴求撤銷被捕示威者控罪則有所保留。
及後反修例運動持續令社會環境升溫，巿民持續包圍天水圍警署要求香港警察交代元朗襲擊事件時警署無故落閘的原因，區內的連儂牆亦屢爆衝突。周在一次連儂牆衝突後抵達警署，協助警方勸喻市民離開，並將手提擴音器借予助理指揮官麥子強。然而，麥在此時卻用擴音器與包圍警署的民眾口角，及後更以雙手豎中指向責罵警方的市民還擊。最終警方返回警署內並閉門深鎖，而被民眾指責站在警察一方的周亦未能使民眾散去。
在受反修例運動影響下的2019年香港區議會選舉中，以獨立身份參選的周的政綱更進一步與民主派貼近，包括落實雙普選。不過，此策略未有挽回周的選舉劣勢，獲民主派區選聯盟支持的林進最終仍以1,691票之差大勝比上屆多獲323票的周，周因而失去區議員席位。

### 卸任之後
周永勤在2019年尾正式卸任區議員，不過他仍然在天水圍天瑞邨一帶提供社區服務，爭取復職。作為建制派成員，他支持繞過香港立法會，由中國全國人民代表大會定立港區維護國家安全法，並在2020年中在區內街頭設立街站宣傳。不過，周的街站義工在5月28日與市民爭執，更演變成互相打鬥。周的數名義工最後將涉事男子按壓在地上制服，香港警察拘捕該名男子，但區議員林進則質疑周的義工為何沒有被捕。警方則回覆義工舉動純屬自衛故不會檢控，而周亦不認為義工曾使用暴力。
隨著《2022年施政報告》提出設立關愛隊，周領導的元朗民生服務處在2022年9月投得元朗瑞華小區的營運團體，惟他不獲協調出選2023年香港區議會選舉，因而於2024年1月在欠缺營運開支下決定退出營運，成為全港首支退出的關愛隊隊伍。他認為自己學歷和經驗俱備，因沒政黨等背景支持而未能取得足夠的參選提名，而港府亦拒絕委任他。儘管他在欠缺資金經營關愛隊時亦曾被勸阻，但他仍決意退出營運及並從政界退休，作為不滿現況的無聲抗議。

## 學歷
周永勤為了應付政治生涯的需要，熱忱進修。他在2016年時合共擁有三個學士學位及四個碩士學位，包括法学、政治学、社会学、经济学及工商管理等學位，而且仍持續進修。他指出擔任議員不懂法律及公共財政，難以審批草案及公共预算，自己渴望當議員工作稱職才不停學習，遺憾香港選舉只被中聯辦操縱。曾在全球研究上指導周的沈旭暉則欣賞周作為議員仍對學習有熱情且十分用功，更在未推行國際經貿合作計劃一帶一路前已一同前往哈萨克斯坦交流。

## 外部連結
- 周永勤的Facebook專頁
- 周永勤議員 - 自由黨
- 周永勤先生 - 第五屆元朗區議會

| 議會席位        | 議會席位                                              | 議會席位        |
| --------------- | ----------------------------------------------------- | --------------- |
| 前任： 選區創設 | 元朗區議會議員 天瑞選區 1994年10月1日－2002年12月31日 | 繼任： 選區重組 |
| 前任： 選區創設 | 元朗區議會議員 瑞華選區 2003年1月1日－2019年12月31日  | 繼任： 林進     |